# Filialkirche Dellach

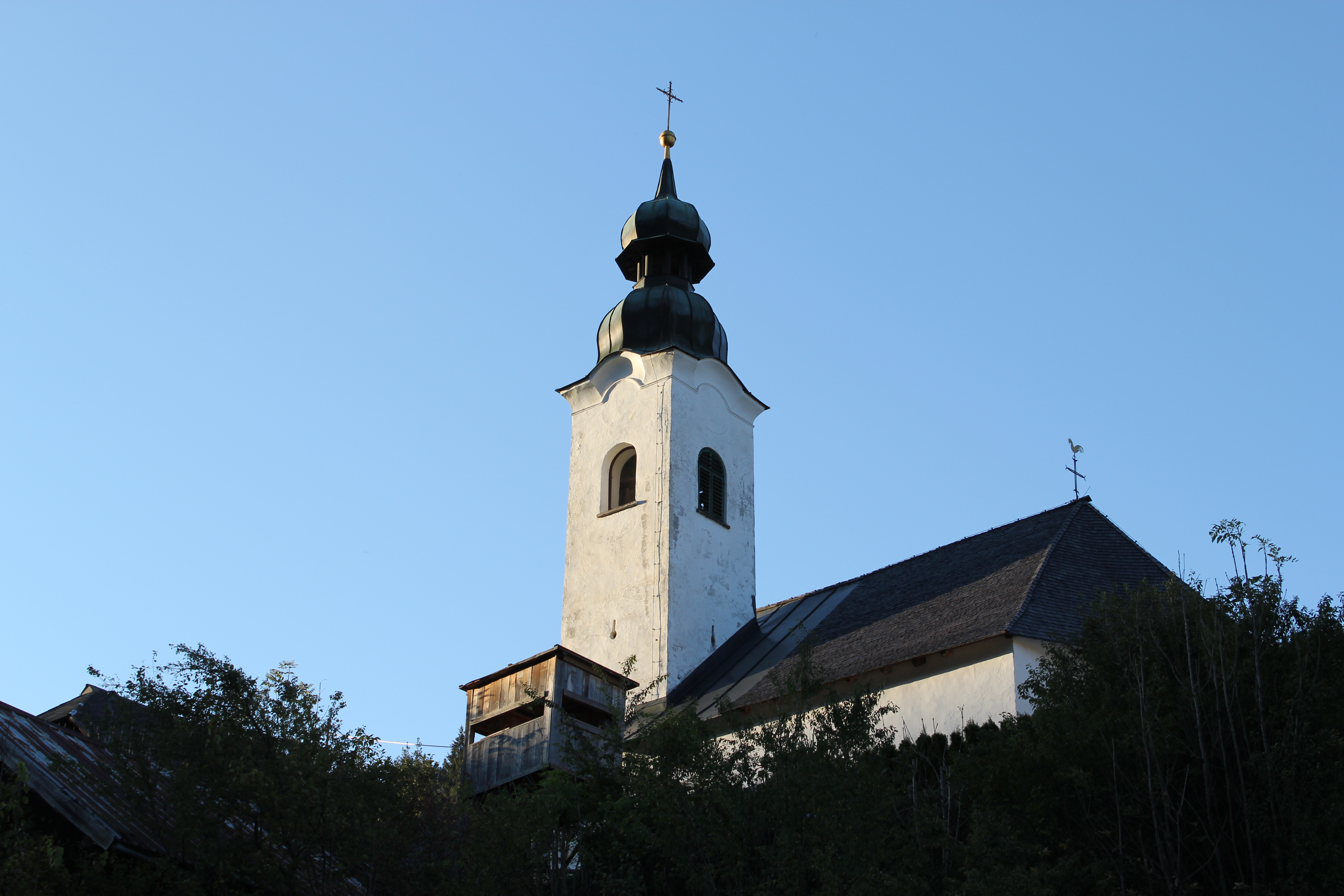
Filialkirche Dellach in Hermagor

Die römisch-katholische Filialkirche Dellach ist dem heiligen Ägidius geweiht. Sie liegt in der Gemeinde Hermagor und gehört zur Pfarre Mellweg. Eine Kirche in Dellach/Dule wurde erstmals 1338 erwähnt.

## Baubeschreibung
Das Gotteshaus ist ein kleiner gotischer Langbau mit einem Dreiachtelschluss und einem barocken Zubau an der Südseite. Der Turm über der Südwestecke des Schiffes besitzt rundbogige, barocke Schallfenster und wird von einem Zwiebelhelm mit Laterne bekrönt. Eine niedrige, offene Pfeilervorhalle in Schiffbreite schützt das gekehlte Spitzbogenportal. Neben dem Portal steht ein Opfertisch aus Stein. 
Im Giebel der Westfassade haben sich Reste friulianischer Malerei von 1400 erhalten. Dargestellt sind in der Mitte eine nimbierte Frau, der ein herabschwebender Engel eine Krone aufsetzt, seitlich je zwei kreisrunde Medaillons. In den Zwischenräumen sind Gegenstände des täglichen Lebens abgebildet, in den Medaillons ein Fleischer- bzw. ein Tuchladen. Die Darstellungen sollen die Heiligung des Sonntags thematisieren.
Im Inneren verbindet eine Korbbogenöffnung das Langhaus mit dem südlichen Seitenschiff. Beide Räume sind flach gedeckt. Von der hölzernen Westempore führt eine Rundbogenöffnung in den Turm. Der spitzbogige, abgefaste Triumphbogen ist leicht eingezogen und verbindet das Langhaus mit dem einjochigen Chor. Im Chor ruht ein Sternrippengewölbe auf Konsolen, der Schlussstein ist mit ‚Maria' bezeichnet. Von der Chorsüdwand führt ein Rundbogenportal in die Sakristei. Der Chorschluss wird durch ein Spitzbogenfenster und ein Korbbogenfenster, das Langhaus nordseitig durch ein Rundbogenfenster und das Seitenschiff durch zwei Korbbogenfenster belichtet.

## Einrichtung
Der Hochaltar vom Ende des 17. Jahrhunderts besteht aus einer reich geschmückten Säulenädikula und einem Aufsatz im Sprenggiebel. Im Hauptgeschoß trägt der Altar die Mittelfigur des heiligen Ägidius und die Seitenfiguren der Heiligen Andreas und Ambrosius. Im Aufsatz wird die Figur des heiligen Veit von den Heiligen Simon und Judas Thaddäus flankiert. Die Krönung des Altars bildet ein Kruzifix.
Der um 1700 gefertigte Marienaltar an der Langhausnordwand setzt sich aus einer Ädikula über einem kleinen Sockel und einer einfachen Knorpelwerkskartusche als Aufsatz zusammen. Der Altar ist mit einfachem Knorpelwerk geschmückt, die Säulenschäfte mit Weinranken. Der Altar trägt eine Muttergottes mit Kind. Das Gemälde im Aufsatzmedaillon mit der Darstellung des Tobias mit Engel wird von den Statuen der Heiligen Thomas (?) und Silvester flankiert. Die Bekrönung des Altars bildet eine Figur des heiligen Sebastian.
Der Seitenaltar im südlichen Seitenschiff stammt vom Ende des 17. Jahrhunderts und besteht aus einer einfachen Ädikula über einem kleinen Sockel mit gesprengtem Dreiecksgiebel. Das Altarblatt zeigt die Kreuzigung mit Maria und Johannes. Im Aufsatz steht die Figur des Erzengels Michael. Auf der Mensa steht ein spätbarocker Schmerzensmann.
Zur weiteren Ausstattung der Kirche zählt ein barockes Vortragekreuz aus dem 18. Jahrhundert.